# Алейников, Николай Александрович
Николай Александрович Алейников (23 декабря 1901, Георгиевск Ставропольский край — 23 августа 1988, Апатиты) — советский геохимик, доктор химических наук.

## Биография
Окончил технологический факультет Московского института народного хозяйства им. Плеханова, (1929).
Научная деятельность в Кольском филиале АН СССР:
- 1955—1960 младший научный сотрудник Института химии и технологии редких элементов и минерального сырья;
- 1961—1988 старший научный сотрудник Горного института, до 1983 заведующий лабораторией.

## Научная деятельность
Автор 3 монографий и 27 изобретений. Разработал ряд новых способов и аппаратов для получения суперконцентратов для внедоменного производства металла и порошковой металлургии.

### Публикации
- Флотация апатита талловым маслом, 1958;
- Образование и свойства флотационных дисперсных систем. Флотация апатита, 1966 (в соавторстве);
- Структурирование ферромагнитных суспензий [Текст] / Н. А. Алейников, П. А. Усачев, П. И. Зеленов ; АН СССР. Кольск. филиал им. С. М. Кирова. Горный ин-т. — Ленинград : Наука. Ленингр. отд-ние, 1974. — 119 с. : черт.; 21 см;
- Синтез и применение новых флотационных реагентов при обогащении руд, 1980 (в соавторстве).
- Флотационные свойства высокомолекулярных алкиларилсульфонатов [Текст] / Б. Е. Чистяков, Н. А. Алейников ; АН СССР. Кольск. филиал им. С. М. Кирова. Горнометаллург. ин-т. — Ленинград : Наука. Ленингр. отд-ние, 1972. — 80 с. : черт.; 21 см.
- Процессы и аппараты в магнитном поле [Текст] : [Сборник статей] / Отв. ред. Н. А. Алейников ; АН СССР. Кольск. филиал им. С. М. Кирова. Горный ин-т. — Апатиты : [б. и.], 1974. — 109 с. : ил.; 20 см.

## Награды и звания
Лауреат Премии Совета Министров СССР (1981). Отличник химической промышленности СССР. Изобретатель СССР (1979).
Награждён орденами «Трудового Красного Знамени» (1980), «Знак Почёта» (1975), медалями «За трудовую доблесть» (1970), «Ветеран труда», «В память 800-летия Москвы», медалями ВДНХ.